# 加藤きん (看護師)
加藤 きん（かとう きん、1890年〈明治23年〉8月12日 - 1980年〈昭和55年〉1月12日）は、日本の看護師。
宮城県登米郡佐沼町（現・登米市）に生まれる。1911年（明治44年）に日本赤十字社宮城県支部救護看護婦養成所に入学。1914年（大正3年）に卒業して、日本赤十字社中央病院の看護師（当時は「看護婦」）となる。
第一次世界大戦中の1915年（大正4年）から1年間、遣仏救護班看護婦としてフランス赤十字社に派遣され、救護活動に従事し、その後はシベリア出兵の際にも傷病者の看護に当たった。
日中戦争中は、看護婦長として赤十字病院船に乗り込み、中国の上海・南京・九江などに合わせて10回派遣された。
1948年（昭和23年）、日赤中央病院看護婦監督を最後に日本赤十字社を退職し、郷里の宮城県佐沼高等学校の養護教員となった。
1953年（昭和28年）、フローレンス・ナイチンゲール記章を授与された。